# Mottarone
De Mottarone is een 1491 meter hoge berg op de grens van de Italiaanse provincies Novara en Verbania.
De berg is het hoogste punt van het middelgebergte dat ligt tussen het Lago Maggiore en het Ortameer. De top van de berg is via een weg zowel vanuit het westen als vanuit het oosten te bereiken. Op de weg vanuit Stresa wordt voor auto's tol geheven. Vanuit deze zelfde plaats voerde ook een kabelbaan in twintig minuten naar de top. Deze is niet meer in gebruik na een dodelijk ongeluk in 2021.
Vanaf de top heeft men een spectaculair uitzicht over de westelijke Alpen en het Noord-Italiaanse merengebied. Het meest in het oog springend is het relatief nabije bergmassief van de Monte Rosa. In het zuidwesten is bij helder weer duidelijk de piramide van de Monviso te zien die op ongeveer 200 kilometer afstand ligt. In totaal zijn er vanaf de top zeven meren te zien. Naast het Lago Maggiore en Ortameer zijn in het oosten ook het Meer van Mergozzo, Meer van Biandronno, Meer van Varese, Meer van Monate en Meer van Comabbio zichtbaar.
Gedurende de winter wordt er volop op de berg gewintersport. Er zijn in totaal 21 pistes waarvan acht blauwe, tien rode en drie zwarte. De totale lengte van de pistes bedraagt zo'n 20,5 kilometer.